# 国立病院機構神奈川病院
独立行政法人国立病院機構神奈川病院（どくりつぎょうせいほうじんこくりつびょういんきこうかながわびょういん）は、神奈川県秦野市にある医療機関。独立行政法人国立病院機構が運営する病院である。旧称は国立療養所神奈川病院であり、地域ではその名残で療養所とも呼ばれる。政策医療分野における成育医療、呼吸器疾患、重症心身障害の専門医療施設である。地域医療支援病院の承認を受ける。

## 沿革
- 1939年（昭和14年）
  - 4月 - 傷病軍人神奈川療養所として創立[1]。
  - 8月15日 - 竣工[2][3]。
  - 9月20日 - 入院開始[2]。
  - 11月6日 - 清祓式、開所式挙行[4]。
  - 12月2日 - 落成式挙行。軍事保護院総裁や軍部、厚生省関係者、東京・神奈川・静岡・山梨府県知事など500名を招待[5]。2階建ての本館以下4病棟、建物は全て木造洋瓦葺き[6][7]。
- 1945年（昭和20年）
  - 11月 - 療養所分院として国立熱海作業所設立（国鉄網代駅付近）[8]。
  - 12月 - 厚生省（当時）に移管され国立神奈川療養所に改組[1]。
- 1947年（昭和22年）1月 - 小児結核患者病棟開設[8]。
- 1949年（昭和24年）6月 - 秦野市立東小・中学校の特殊学級として特殊養護学級（通称・神奈川養護学園）を療養所内に設置[9][8][10]。
- 1958年（昭和33年）
  - 10月 - 神奈川県立秦野養護学校（現・秦野支援学校）設立[1]。
  - 10月8日 - 熱海作業所に収容されていた患者が神奈川療養所に移り、同作業所廃止[8]。
- 1974年（昭和49年）4月12日 - 国立療養所神奈川病院と改称される[1]。
- 1977年（昭和52年）4月 - 附属看護学校設置[1]。
- 2002年（平成14年）3月 - 国立小児病院二宮分院を統合。
- 2004年（平成16年）4月 - 独立行政法人に移行され、国立病院機構神奈川病院となる。
- 2008年（平成20年）
  - 3月 - 附属看護学校閉校。
  - 12月1日 - 南横浜病院の廃止により、国立病院機構が運営する神奈川県の結核療養所は当院のみとなる。
- 2009年（平成21年）10月21日 - 地域医療支援病院の承認を受ける。

## 診療科
- 小児科
- 呼吸器科
- リハビリテーション科
- 脳神経外科
- 外科
- 整形外科
- 呼吸器外科
- 放射線科
- 麻酔科
- 循環器科
- アレルギー科
- リウマチ科
- 精神科
- 心療内科
- 泌尿器科
- 耳鼻咽喉科
- 皮膚科
- 歯科

## アクセス
- 小田急電鉄小田原線秦野駅より神奈川中央交通バス「神奈川病院」行終点下車。